# Lista do Patrimônio Mundial em Fiji
A Organização das Nações Unidas para a Educação, a Ciência e a Cultura (UNESCO) propôs um plano de proteção aos bens culturais do mundo, através do Comité sobre a Proteção do Património Mundial Cultural e Natural, aprovado em 1972. Esta é uma lista do Patrimônio Mundial existente em Fiji, especificamente classificada pela UNESCO e elaborada de acordo com dez principais critérios cujos pontos são julgados por especialistas na área. Fiji ratificou a convenção em 21 de novembro de 1990, tornando seus locais históricos elegíveis para inclusão na lista.
O sítio Cidade Histórica Portuária de Levuka foi o primeiro local de Fiji incluído na lista do Patrimônio Mundial da UNESCO por ocasião da 37.ª Sessão do Comitê do Património Mundial, realizada em Phnom Penh (Camboja) em 2013. Desde então, Fiji conta com apenas este sítio classificado como Patrimônio da Humanidade, sendo este de classificação Cultural. 

## Bens culturais e naturais
Fiji conta atualmente com os seguintes lugares declarados como Patrimônio da Humanidade pela UNESCO:
| | Cidade Histórica Portuária de Levuka |
| Bem cultural inscrito em 2013. |                                      |
| Localização: Ovalau |                                      |
| A cidade e sua baixa linha de edifícios entre coqueiros e mangueiras ao longo da praia foi a primeira capital colonial de Fiji, cedida aos britânicos em 1874. Desenvolveu-se a partir do início do século XIX como centro de atividade comercial de americanos e europeus que construiu armazéns, lojas, instalações portuárias, residências e instituições religiosas, educacionais e sociais ao redor das aldeias da população indígena da ilha do Pacífico Sul. É um raro exemplo de uma cidade portuária colonial tardia que foi influenciada em seu desenvolvimento pela comunidade indígena que continuou a superar os colonos europeus. Assim, a cidade, um exemplo notável de assentamentos portuários do Pacífico no final do século XIX, reflete a integração das tradições construtivas locais por um poder naval supremo, levando ao surgimento de uma paisagem única. (UNESCO/BPI) |                                      |

## Lista Indicativa
Em adição aos sítios inscritos na Lista do Patrimônio Mundial, os Estados-membros podem manter uma lista de sítios que pretendam nomear para a Lista de Patrimônio Mundial, sendo somente aceitas as candidaturas de locais que já constarem desta lista. Desde 2021, Fiji apresenta 3 locais em sua Lista Indicativa.
| Sítio                             | Imagem | Localização | Ano  | Dados UNESCO           | Descrição |
| --------------------------------- | ------ | ----------- | ---- | ---------------------- | --- |
| Bacia de Sovi                     |        | Naitasiri   | 1999 | Natural: (iii)(iv)(v)  | A Bacia de Sovi, Waimaro, é o ecossistema terrestre mais importante de Fiji em termos de patrimônio biológico e paisagístico. A Bacia de 19.600 hectares está localizada na Província de Naitasiri. A Bacia do Sovi tem uma série de características naturais especiais. |
| Dunas de Sigatoka                 |        | Viti Levu   | 1999 | Cultural: (iii)(iv)(v) | As dunas de areia de Sigatoka estão localizadas diretamente a oeste da foz do rio Sigatoka, o segundo maior rio de Fiji. São o produto da erosão fluvial no sertão costeiro e dos processos de formação de dunas costeiras. O extenso sistema de dunas cobre uma área de 650 hectares e compreende uma série de dunas parabólicas de várias idades e atividades. |
| Santuária da Iguana de Yadua Tabu |        | Yadua Tabu  | 1999 | Natural: (x)           | A iguana-de-crista-de-fiji, Brachylopus vitiensis, é encontrada em grandes populações na ilha de Yadua Tabu. A ilha desabitada é uma ilha de sombra com menos de 180 cm de chuva por ano. A vegetação é composta por uma mistura de floresta de praia, matagal de Casaurina introduzido, plantações de copra em desuso, matagal costeiro e pastagens. A vida selvagem é limitada a aves migratórias, lagartos e lagartixas. A espécie é aborícola, raramente descendo ao solo da floresta, exceto para ovipositar. Os machos são territoriais e ambos os sexos são onívoros. |